# Taujský záliv
Taujský záliv (rusky Тауйская губа, Taujskaja guba) je vodní plocha v Ochotském moři u pobřeží Magadanské oblasti na ruském Dálném východě. Záliv se otevírá směrem k jihu.

## Geografie
Taujský záliv je přibližně 130 km široký a 75 km dlouhý a je obklopený poloostrovem Koni, včetně Odjanské zátoky a Zavjalova ostrova na východní straně, a ostrovem Spafarjeva na jihozápadním konci. Led se v zálivu vyskytuje od poloviny října do poloviny června. Příliv a odliv zde nastávají dvakrát za den. Při jarním přílivu hladina stoupá asi o 4,5 m, zatímco při hluchém přílivu o 1,8 až 2,1 m.
Záliv má plochu cca 10 000 km² a průměrnou hloubku 50–60 m. Do zálivu ústí řeky Armaň, Ola, Jana a Tauj. Město Magadan se nachází centrálně na konci zálivu, na šíji poloostrova Starického, který je od pevniny oddělen menší Nagajevovou zátokou na západě a Gertnerovým zálivem na východě.
Pobřeží zálivu o celkové délce více než 500 km je ve východní části vyvýšené, členěné zátokami a zálivy. Z velké části je skalnaté a nepřístupné. Výška pobřežních útesů se pohybuje od několika desítek metrů do 500 až 600 metrů, někdy až po 900 metrů. Skalnaté břehy jsou plné kolmých stěn s výklenky. Při ústí řek jsou úzké pruhy pláží, které jsou zpravidla tvořeny oblázky a pískem, často i velkými kamennými bloky.

## Dějiny
Taujský záliv byl poprvé prozkoumán ruskými objeviteli v 17. století, kdy se ruské expedice vydávaly na Dálný východ a Sibiř. Konkrétní jméno objevitele není známo, ale oblast začali Rusové systematicky mapovat na přelomu 18. a 19. století, zejména díky výpravám v rámci Ruské říše, která chtěla rozšířit své území a vliv na východní pobřeží. Ruský objevitel a hydrograf Fjodor Petrovič Litke významně přispěl k mapování Ochotského moře a okolních zálivů, včetně Taujského zálivu, během svých výprav v 19. století. Na základě těchto výprav se podařilo zpřesnit geografické informace o oblasti, a Taujský záliv se tak tak dostal na námořní mapy.
V letech 1849 až 1885 byl záliv častým místem výskytu amerických, francouzských a ruských velrybářských lodí, které zde lovily velryby grónské a šedé. Například loď Isabella z New Bedfordu zaznamenala v zálivu přítomnost až třiceti velrybářských lodí. Tyto lodě obvykle vyhledávaly útočiště v zálivu, aby zde doplnily zásoby dřeva a vody, zpracovaly ulovené velryby a přeškvařily velrybí tuk na olej. Lodě často kotvily v přístavu Fabius mezi pevninou a ostrovem Fabius (Ostrov Nedorozumění) nebo v přístavu Jeannette (dnešní Nagajevova zátoka) pod mysem Čirikova. Velrybáři zde obchodovali s domorodci, nejčastěji směňovali kaliko za čerstvé lososy.
Dne 12. srpna 1852 došlo v zálivu během prudké bouře k tragédii, kdy byla francouzská velrybářská loď Liancourt z Havru zničena. Posádku se podařilo zachránit okolním lodím. Přibližně o deset dní později byla západně od zálivu nalezena část trosek a sudy se zásobami, které patrně patřily k této ztroskotané lodi.

## Fauna
V Taujském zálivu se nachází několik velkých kolonií alkouna úzkozobého. Také se zde občas objevují běluhy severní, které byly dříve v této oblasti vídány pravidelně.